# Archangelos
Archangelos (řecky Αρχάγγελος) je řecká obecní jednotka a město na ostrově Rhodos v Egejském moři v souostroví Dodekany. Do roku 2011 byla obcí. Má rozlohu 115,375 km². Nachází se u východního pobřeží centrální části ostrova. Na severu sousedí s obecními jednotkami Afantou a Kallithea, na jihu s obecní jednotkou Lindos a na západě s obecní jednotkou Kameiros. Je jednou z deseti obecních jednotek na ostrově. Je pojmenováno po archandělu Michaeli. Samotné město se nachází 30 km jižně od hlavního města ostrova Rhodu blízko pobřeží v nadmořské výšce 160 m.

## Obyvatelstvo
Obecní jednotka Archangelos se skládá ze 3 komunit. V závorkách je uveden počet obyvatel komunit a sídel.
- Obecní jednotka Archangelos (7615)
  - komunita Archangelos (5476) — Archangelos (5384), Monastiri Tsambika (35), Stegna (57),
  - komunita Malonas (1135) — Charaki (153), Malonas (982),
  - komunita Masari (1004) — Masari (1004).

## Historie
Malá osada existovala poblíž Archangelu již v helénistickém období. Po 7. století našeho letopočtu se obyvatelstvo stěhuje od pobřeží více do vnitrozemí, kde byli v bezpečí proti pirátům a tam vznikaly nové osady. Postupem času byly všechny sloučeny do jedné, jež dostala název Archangelos, který se dochoval až dodnes.
Johanité vlastnili ostrov od roku 1309 a po dobytí Konstantinopole v roce 1453 postavili johanité pevnost tyčící se na kopci nad městem. Měla zabránit případnému útoku Osmanské říše a nazvali ji hrad Saint John (svatého Jana). Ruiny pevnosti se dochovali dodnes.

## Hospodářství
Hlavními hospodářskými zdroji jsou cestovní ruch, zemědělství, chov zvířat a výroba keramiky. Zemědělství tvoří především pěstování oliv a jejich následné zpracování na olej, dále pak citrusy. Živočišnou produkci představuje chov koz.
Hrnčířství bylo již od nepaměti významnou složkou obyvatel Archangelu. Dokonce se říká, že kopule mešity Hagia Sofia je postavena z cihel pocházejících z Archangelu.

## Turistické cíle
- kostel sv. archanděla Michaela
- ruiny johanitského hradu sv. Jana, v jeho okolí se nachází:
  - ruiny hradu sv. George
  - jeskyně Koumellos

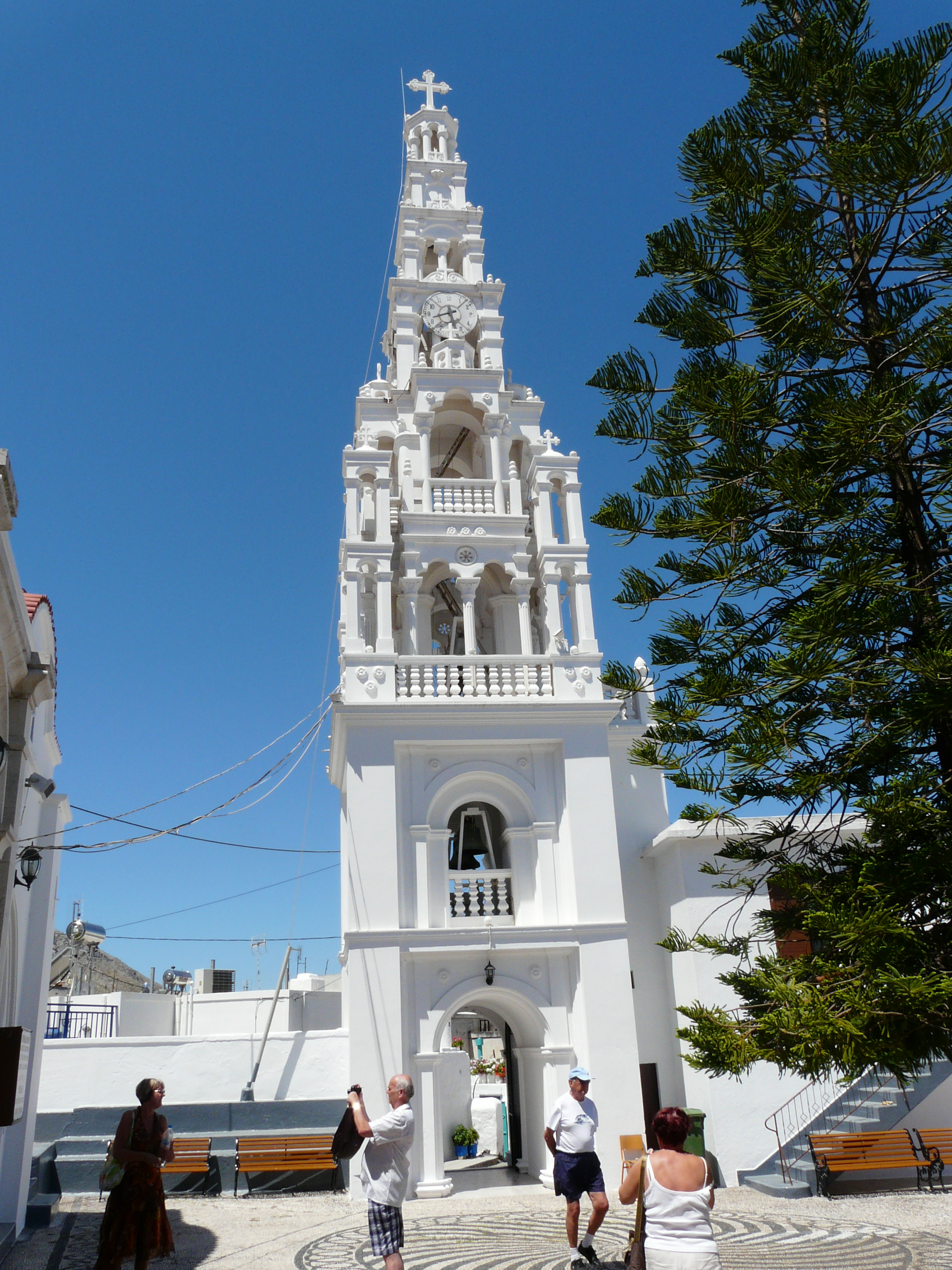
Pravoslavný kostel sv. Michaela, patrona města
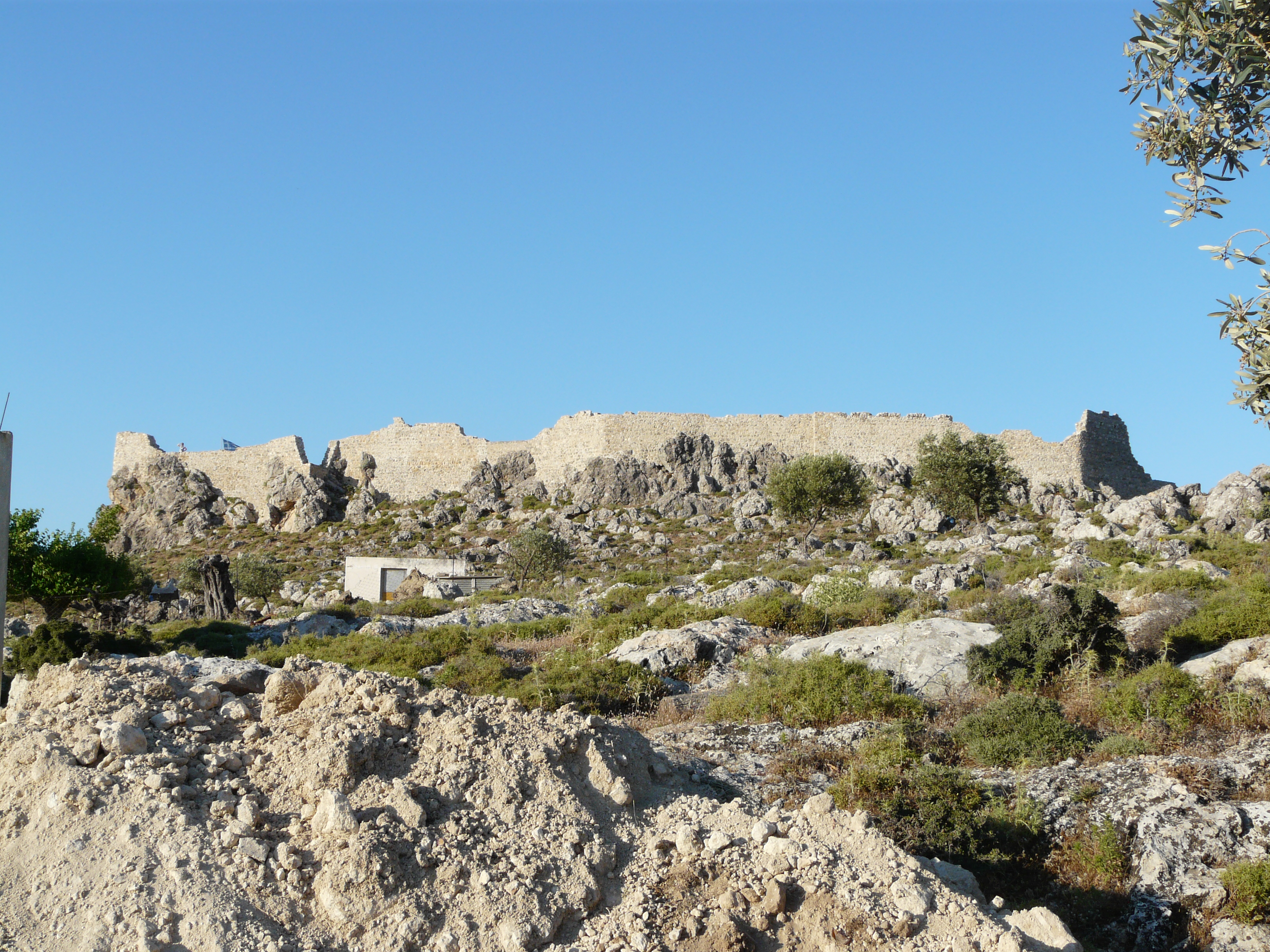
Johanitský hrad sv. Jana